# Кременецька бучина
Кремене́цька бучи́на № 1, № 2 — ботанічна пам'ятка природи місцевого значення в Україні.

## Розташування
Зростає поблизу села Жолоби Кременецького району Тернопільської області, у кварталах 51, 46, 47 виділах 12, 7, 14 Маслятинського ПНДВ національного природного парку "Кременецькі гори" (заповідна зона).

## Пам'ятка
Оголошена об'єктом природно-заповідного фонду рішенням виконкому Тернопільської обласної ради від 14 березня 1977 № 131.
Площа — 0,8; 6,8 га. Під охороною — високопродуктивні буково-дубово-грабові, буково-соснові насадження 1 бонітету віком 80-90 р., цінні у господарському, науковому та естетичному значеннях.